# G-protein-koblede receptorer
GPCR er beskrevet som den mest livsnødvendige gruppe proteiner. Forkortelsen står for G-protein–coupled receptor, på dansk G-protein-koblede receptorer. Disse  receptorer er prominente medlemmer af en familie af membramproteiner kaldet 7TM - et kort navn for 7 transmembrane receptorer. Dette navn kommer af, at receptormolekylet slynger sig som en slange syv gange gennem cellemembranen (se billederne). At et protein er G-koblet vil sige at det bruger GTP (Guanosintrifosfat) til at tilføre energi for at udføre sit arbejde, i modsætning til mange proteiner, som normalt bruger ATP.
Alle G-protein-koblede receptorer sidder i cellemembranen og er populært sagt cellernes "dørvogtere". Ved binding af en ligand ændrer receptoren konformation og aktiverer et G-protein der udløser et biokemisk, cellulært respons, der kan tage mange veje og omtales som signaltransduktion. Ligander kan være fotoner, smagsstoffer, duftstoffer, hormoner, lægemidler, kemikalier.
Hos mennesket og pattedyr er der en superfamilie af omkring 800 G-protein-koblede receptorer, der på det molekylære niveau tager vare på utallige vigtige reaktioner i og mellem organismens celler. Velkendte eksempler er syns-receptoren rhodopsin og hormonreceptoren for adrenalin. Selv om der ikke synes megen lighed mellem opfattelsen af sansindtryk og hormoners virkning, har de lignende receptorer: 7TM strukturen er fælles med homologi af aminosyresekvensen.
Nobelprisen i kemi blev i 2012 tildelt Brian Kobilka og Robert Lefkowitz for deres arbejde med GPCR og deres funktion.

## Mange funktioner
- Lugtesans [8]
- Smag
- Syn
- Neurotransmission
- Hormonsecretion
- Chemotaxi
- Exocytose
- Kontrol af blodtryk
- Embryogenese
- Cellevækst og differentiering [9]
- Virusinfektion
- Carcinogenese

## Mange eksempler
"The human protein atlas" beskriver 774 humane G-proteinkoblede receptorer her er nogle eksempler:
- Opioid-receptorer findes udbredt både i centralnervesystemet, det perifere nervesystem og i mave-tarm-kanalen og binder både endogene neuropeptider (opioid-peptiderne), andre opioider og opiater.

- Dopamin-receptorerne består af mindst to familier af G-protein-koblede receptorer i det centrale nervesystem (CNS)  og spiller en rolle i mange neurologiske processer som motivation, glæde, kognition (tænkning), indlæring, hukommelse, bevægelseskontrol og modulering af neuroendocrin signalering.

- Cannabinoid-receptorerne CB1[11] og CB2, to G-protein-koblede receptorer i det endocannabinoide system, der er placeret i det centrale og perifere nervesystem .

- Receptorer for feromoner er lokaliseret i det vomeronasale organ og der er identificeret tre familier af receptorer: V1R (VN1R1; VN1R2; VN1R3; VN1R5),  V2R og V3R.

- CXCR4, chemokin-receptor type 4 er en cytokinreceptor og findes på overfladen af celler i det centrale nervesystem og immunsystemet og vides at være involveret i 23 kræftformer og to immunsygdomme, hvorfor denne receptor er blevet studeret flittigt som mål for lægemidler.[12]

- CCR5, chemokin-receptor type 5 eller CD195 er en cytokinreceptor og findes på overfladen af hvide blodceller bl.a. T-cellerne. For at trænge ind i T-cellerne binder HIV, en virus der forårsager AIDS, sig til CCR5.[13][14]

- CCR5-delta32, CCR5-Δ32 er en meget sjælden mutation af receptoren CCR5, hvor 32 aminosyrer mangler, således at HIV ikke kan binde sig til receptoren og trænge ind i cellerne.[15][16]

- OR2AT4 er receptor for et syntetisk duftstof kaldet sandalore, som starter en kaskade af molekylære signaler, der synes at inducere reparationen af skadet væv.[8]

## Farmaka og GPCR
Meget medicin retter sig mod GPCR og meget forskning drejer sig om GPCR på grund af deres mange vigtige funktioner.
- Antihistamin-allergimedicin virker ved at blokkere histaminreceptoren
- Antidepresiv medicin virker ved at reagere med serotoninreceptoren
- Betablokkere virker ved at reagere med adrenoreceptoren
- Mange antipsykotiske farmaka hæmmer dopaminreceptorerne
- Mange psykostimulerende farmaka aktiverer dopaminreceptorerne, se også LSD

Andre virkningsmekanismer kan være farmaka som enzymhæmmere, der griber ind i en signalvej over en GPCR, som f.eks. aspirin, der hæmmer enzymet cyclooxygenase, der danner de smerte-signallerende molekyler kalder prostaglandiner.

## Eksterne links og henvisninger
1. ↑  "Exploring the Elusive World of Life's Most Vital Proteins. Livescience". Arkiveret fra originalen 11. august 2014. Hentet 14. august 2014.
2. ↑  "G Proteins. Molecule of the Month. Protein Data Bank". Arkiveret fra originalen 18. januar 2015. Hentet 8. januar 2015.
3. ↑  Seven-Transmembrane-Helix Receptors Change Conformation in Response to Ligand Binding and Activate G Proteins. Biochemistry
4. ↑  "Exploring the Elusive World of Life's Most Vital Proteins. NIH". Arkiveret fra originalen 5. april 2015. Hentet 8. januar 2015.
5. ↑  "The Nobel Prize in Chemistry 2012". Arkiveret fra originalen 12. oktober 2012. Hentet 14. august 2014.
6. ↑  "Cells and sensibility" (PDF). Arkiveret (PDF) fra originalen 8. oktober 2014. Hentet 14. august 2014.
7. ↑  "Studies of G-protein coupled receptors" (PDF). Arkiveret (PDF) fra originalen 26. september 2014. Hentet 14. august 2014.
8. 1 2  "Smell Turns Up in Unexpected Places. The New York Times Science". Arkiveret fra originalen 27. oktober 2014. Hentet 19. oktober 2014.
9. ↑  "Peptide Hormone G Protein-Coupled Receptors. R&D systems". Arkiveret fra originalen 17. august 2014. Hentet 15. august 2014.
10. ↑  "G-protein coupled receptors. The human protein atlas". Arkiveret fra originalen 2. april 2015. Hentet 12. marts 2015.
11. ↑  "Cannabis Receptor May Be More Flexible Than We Originally Thought. IFLScience 2017". Arkiveret fra originalen 9. juli 2017. Hentet 9. juli 2017.
12. ↑  "Chemokine receptor type 4 (CXCR4): diseases, drugs and druggable target molecules. Protein Focus". Arkiveret fra originalen 25. september 2015. Hentet 8. januar 2015.
13. ↑  "CRISPR: En genetisk schweizerkniv, som kan ændre menneskeheden for altid. Information 2018". Arkiveret fra originalen 19. juni 2019. Hentet 19. juni 2019.
14. ↑  "CRISPR Scientists Slam Methods Used on Gene-Edited Babies. The Scientist 2018". Arkiveret fra originalen 27. juli 2020. Hentet 8. juli 2020.
15. ↑  "Only 1 Person Has Been Cured of HIV: New Study Suggests Why. Livescience". Arkiveret fra originalen 28. september 2014. Hentet 27. september 2014.
16. ↑  "Genetic Mutation that Prevents HIV Infection Tied to Earlier Death. The Scientist 2019". Arkiveret fra originalen 1. november 2019. Hentet 4. juni 2019.